# Battaglia di Trifano
La battaglia di Trifano fu combattuta dai romani contro i popoli latini riuniti dalla Lega Latina e fu condotta per conto dei romani dal console Tito Manlio Torquato.

## I Latini
I Latini furono un antico popolo indoeuropeo storicamente stanziato, a partire dal II millennio a.C., lungo la costa occidentale della Penisola italica, nella regione che da loro prese il nome di Latium. Politicamente frazionati, i Latini condividevano lingua (il latino) e cultura. Diedero un contributo determinante alla formazione del popolo di Roma (Quiriti).
Dopo la sconfitta nella battaglia del Lago Regillo (nel 499 a.C. o nel 496 a.C.), i Latini erano stati sempre fedeli alleati dei romani, condividendo spesso le imprese militari, e per questo, anche le strategie e tattiche di guerra.
In seguito alla vittoria romana nella prima guerra sannitica, e al successivo trattato di pace con i Sanniti, i romani ordinarono ai Latini di cessare gli attacchi nel Sannio, ma i Latini, si rifiutarono, chiedendo maggiori diritti ai romani. I Romani risposero armando un esercito per condurre quella che sarebbe stata ricordata come la Guerra Latina.

## Prodromi

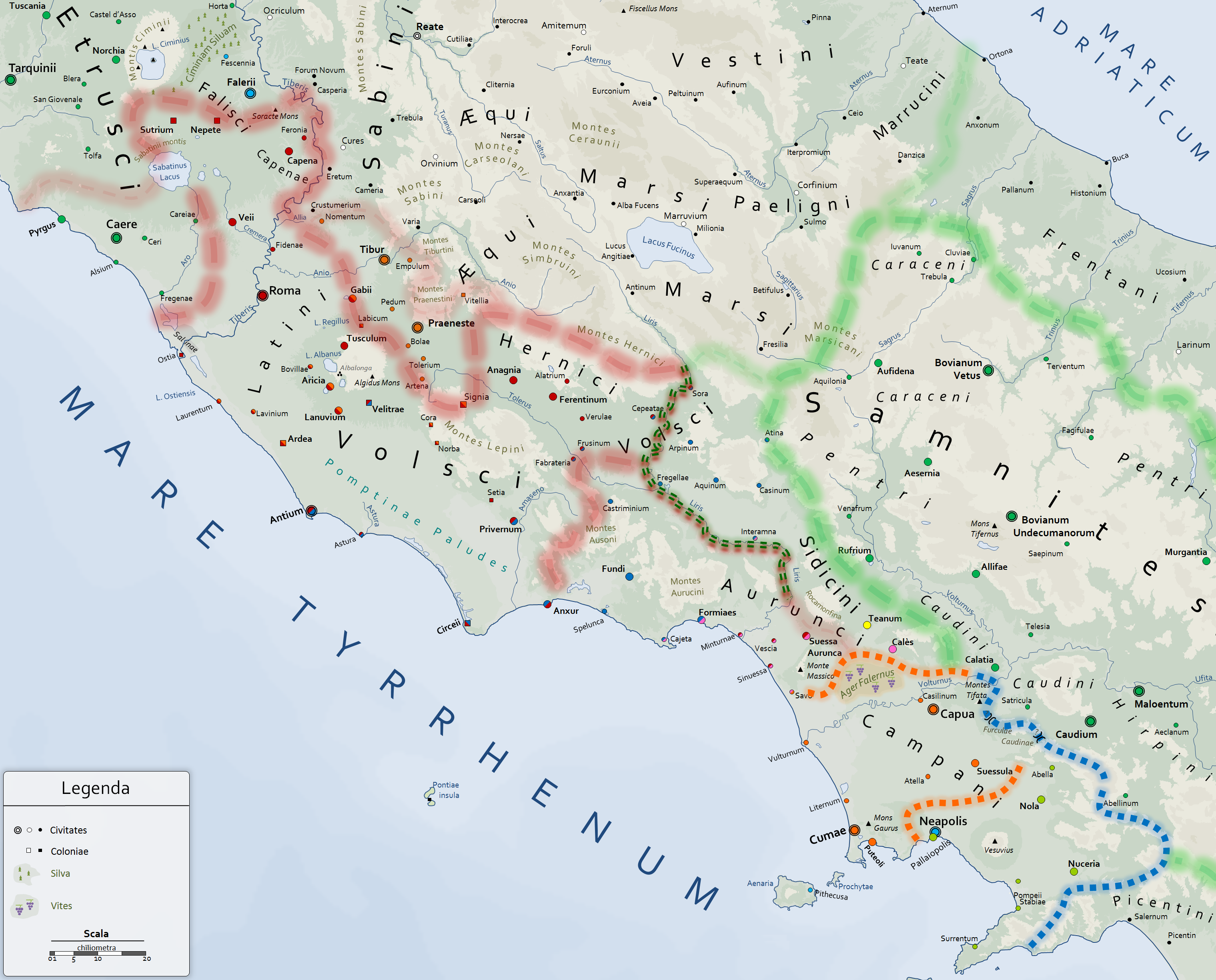
Il teatro degli scontri sia contro i Sanniti, sia contro i Latini. In basso le città di Sinuessa e Minturnae lungo la costa (nel territorio degli Ausoni)

I Romani avevano sconfitto i popoli Latini nel primo scontro in campo aperto nella battaglia del Vesuvio.
I Latini in fuga avevano riparato a Minturno e da lì si erano poi radunati a Vescia.
Numisio allora si diede da fare per rinsaldarne il morale, sostenendo come in effetti i romani non avessero vinto in battaglia.
(Livio, Ab Urbe condita libri, VIII, 11.)
Quindi si diede da fare, per reclutare forze fresche tra i Latini ed i Volsci.

## Battaglia
La battaglia si svolse a Trifano, tra Sinuessa e Minturno come racconta Tito Livio, tra l'esercito raccogliticcio dei Latini e Volsci, e quello romano, guidato dal console superstite Tito Manlio Torquato.
(Livio, Ab Urbe condita libri, VIII, 11.)

## Conseguenze
Il territorio dei Latini, quello dei Privernati e quello del Falerno, fino al fiume Volturno, venne diviso tra la plebe romana.